# Xhensila Myrtezaj
Xhensila Myrtezaj (* 9. April 1993 in Tirana) ist eine albanische Sängerin.

## Leben und Karriere
Myrtezaj wurde durch die Talentshow „Ethet e së premtes mbrëma“ (der albanische Pendant zu Deutschland sucht den Superstar) bekannt, an der sie im Alter von 14 Jahren teilnahm. Außerdem nahm sie an der Casting-Show Top Fest mit dem Lied A më do teil. 2009 trat sie bei Top Fest 6 mit dem Song Ekzistoj auf, erreichte aber das Finale nicht. Im Jahr 2010 sang Myrtezaj bei Top Fest 7 das Lied A Me Do?. 2011 nahm sie am Top Fest 8 mit dem Song Engjëlli im teil und gewann den Best Song Award im Bereich Pop/R&B. Im Dezember 2011 nahm Myrtezaj am albanischen Vorentscheid für den Eurovision Song Contest, dem 50. Festivali i Këngës, teil. Mit dem Lied Lulet mbledh për hënën erreichte sie das Finale, belegte aber nur den 13. Platz.
Am 12. Juli 2018 brachte Xhensila Myrtezaj eine Tochter zur Welt, die aus der Beziehung zu Besart Callaku stammt.

## Diskografie

### Singles (Auswahl)
- 2008: Kam frikë
- 2008: I vetmi
- 2009: Ekzistoj
- 2010: A me do
- 2011: Ëngjëlli im
- 2011: Dikush të do
- 2011: Lulet mbledh për hënën
- 2012: Edhe një herë
- 2012: Da Da Da
- 2012: Me ty jam
- 2012: Pranë njërit tjetrit
- 2013: Liar (mit Elgit Doda)
- 2014: Jeton tek unë
- 2014: Vespa (mit Endri Prifti)
- 2015: Ring the Alarm
- 2015: Ama Doren (mit Mozzik)
- 2016: High Love
- 2016: Uh Baby (mit Kida)
- 2017: Lova (mit Granit Dërguti & Mixey)
- 2017: Si të jem mirë (mit Irkenc Hyka)
- 2017: Çelësi i zemrës[3]
- 2018: Çika Çika (mit Ardian Bujupi)
- 2019: Sekreti im (mit Pirro Cako)
- 2019: Paris
- 2020: Panorama (mit Ardian Bujupi)
- 2021: Prit pak (mit Lumi B)
- 2021: Mekati jem (mit Ghetto Geasy & Majk)
- 2022: Ale Ale
- 2022: A E Din (mit Elgit Doda)
- 2022: Edhe Një Natë (mit Noizy)
- 2022: Me Do (mit Kidda)
- 2023: Ti Fala (mit Majk)
- 2023: Mashtruse (mit Bardhi)
- 2024: Lotet (mit EngliVersal)
- 2024: Lamtumir (mit Ardian Bujupi & Noizy)
- 2024: Vaj Vaj (mit Ghetto Geasy)
- 2024: Thuju (mit Elgit Doda & Emra Brah)